# Die Große Poststraße

Die Große Poststraße

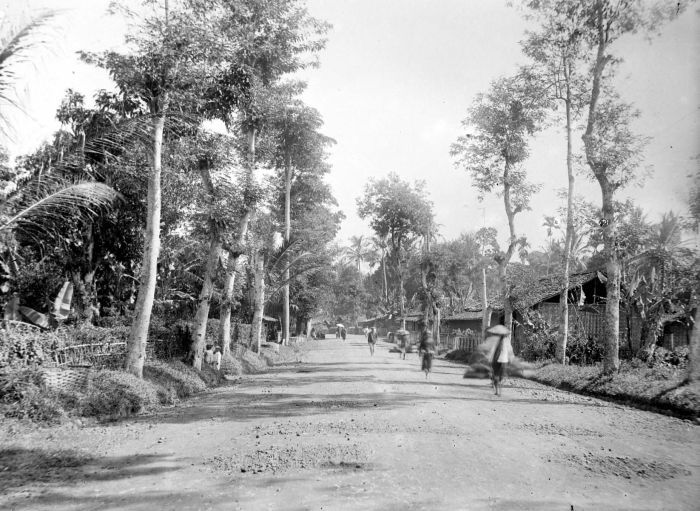
Die Große Poststraße bei Cibabat (historische Aufnahme)

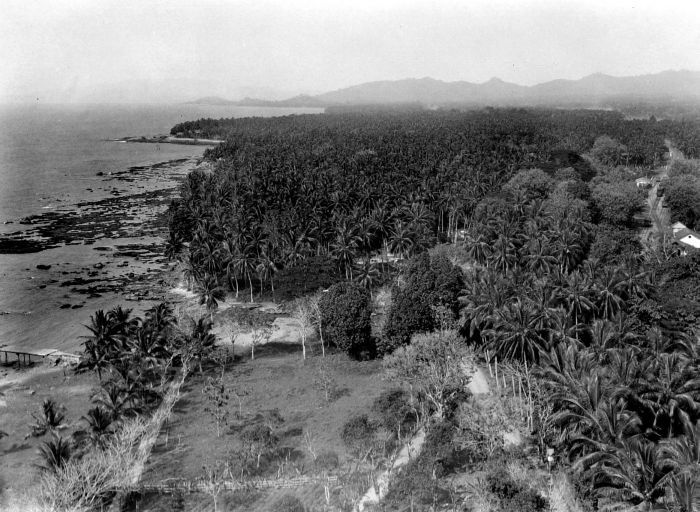
Wälder, Sumpfgebiete und Infektionsgefahren aus diesen Gebieten setzten den Arbeitern erheblich zu

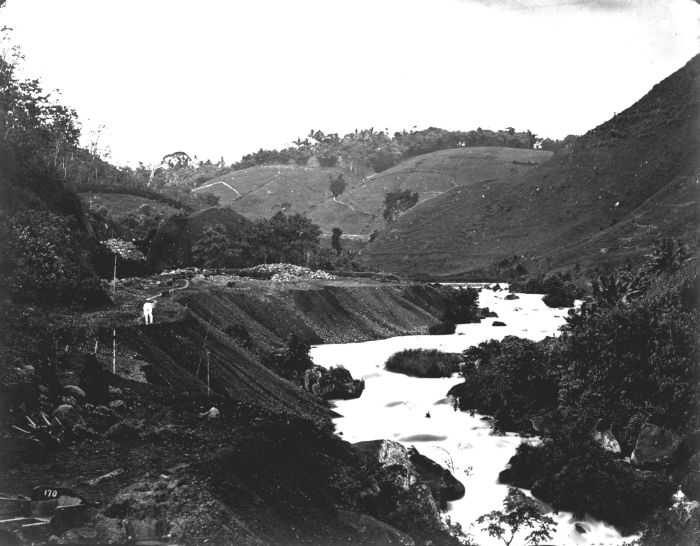
Straßenbauaufnahme

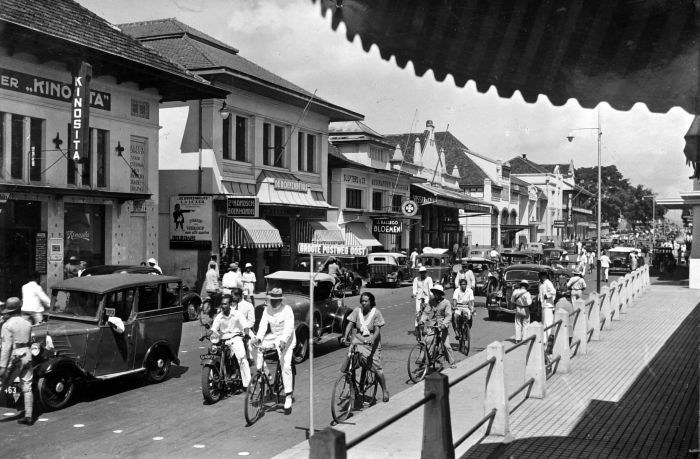
Die Große Poststraße 1938 (Bandung)

Die Große Poststraße (indonesisch: Jalan Raya Pos, niederländisch: Grote Postweg) ist eine etwa 1000 km lange, sich von Westen nach Osten der Insel Java ziehende, historische Fahrstrecke. Sie führt vom westlich gelegenen Anyer in der indonesischen Provinz Westjava nach Panarukan in Ostjawa im Osten der Insel. Zumeist verläuft die Strecke entlang der Nordküste Javas. Sie wurde während der Herrschaft des niederländischen Generals Herman Willem Daendels gebaut.
Auf dem Weg nach Bandung liegen eine Reihe historisch bedeutender Hotels, darunter das Savoy Homann Bidakara Hotel, die Villa Isola und das Grand Hotel Preanger. In Bandung liegt an einer Kreuzung die in den 1920er-Jahren berühmt gewordene Braga-Straße (Jalan Braga), eine Promenadenstraße, entlang derer sich schicke Cafés, Boutiquen und Restaurants mit europäischen Ambiente ausbreiteten.

## Straßenbau unter Herman Willem Daendels
Daendels kam nach Java und beschloss sogleich einen Transportweg im nördlichen Teil von Java anzulegen, um die Insel gegen britische Angriffe zu schützen. Die Straße sollte gewährleisten, dass eine schnelle Truppenbewegung möglich wird. Daendels fand dabei jedoch sehr schwierige Bedingungen vor. Die finanzielle Situation in der Kolonie Niederländisch-Ostindien (Indonesien) war derart angespannt, dass per Ministerialerlass aus Den Haag die Postulation erging, die Ausgaben drastisch zu senken. Daendels beschloss daraufhin, javanische unbezahlte Zwangsarbeiter zu verwenden, um die schwere Arbeit unter schwierigsten gesundheitlichen Herausforderungen vornehmen zu lassen. Die einheimischen Führungen wurden angewiesen, Arbeitskräfte in hoher Zahl zu akquirieren, um den Straßenbau voranzutreiben. Die vorgegebenen Produktionsziele waren zwingend zu erfüllen, da andernfalls den Arbeitern der Tod drohte. Da die Vorgaben oft nicht erfüllt werden konnten, säumte die Straße das bizarre Bild an Bäumen hängender Schädel. Daendels verfuhr in dieser Angelegenheit rigoros. Etwa 12.000 Eingeborene sollen beim Bau umgekommen sein. Gleichwohl vermochte man die Straße innerhalb nur eines Jahres (1808) fertigzustellen, was als außerordentliche Leistung der Zeit verstanden werden muss.
Tausende javanischer Zwangsarbeiter starben beim Bau der Straße. Viele indonesische Historiker jedoch würdigen den Straßenbau als einen wichtigen Schritt für die Infrastrukturbildung der Insel. Vor Fertigstellung der Straße gab es lediglich wenige Verbindungen der Städte und Ortschaften untereinander, so zwischen Batavia (Jakarta) und Semarang sowie Semarang und Surabaya aus der Zeit um 1750. Nord-Süd-Verbindungen existierten zwischen Semarang, Surakarta und Yogyakarta. Letztgenannte Verbindungspfade waren oft schwer oder gar nicht befahrbar, weil schwere tropische Regenfälle sie häufig zerstörten.

## Streckenverlauf
Heute noch existieren die Straßenbezeichnungen „Java Große Post-Straße“ und entlang der Küstenregion „Java North Coast Road“ (indonesisch: Jalan Pantura, Abkürzung für „Pantai Utara“). Die ursprüngliche Streckenführung verlief teils durch das Preanger-Hochland, ging von Süden nach Bogor, Cianjur, Bandung und Cirebon. Die aktuelle Nord-Küstenstraße verläuft über Bekasi, Karawang, Pamanukan und Cirebon. In der jetzigen Form erstreckt sich der Straßenverlauf über fünf Provinzen: Banten, DKI Jakarta, Westjava, Zentraljava und Ostjava.

## Film
Im Jahr 1996 drehte der niederländische Filmproduzent Pieter van Huystee den Film „De Groote Postweg“. Er wurde in verschiedenen Kinos in den Niederlanden, Italien und Frankreich gezeigt.